# Velocidad de fricción
La velocidad de cizallamiento, también llamada velocidad de fricción, es una forma mediante la cual un esfuerzo cortante puede reescribirse en unidades de velocidad. Es útil como método en la mecánica de fluidos para comparar velocidades reales, como la velocidad de un flujo en una corriente, con una velocidad que relaciona el cizallamiento entre capas de flujo.
La velocidad de cizalladura se utiliza para describir el movimiento relacionado con la cizalladura en fluidos en movimiento. Se utiliza para describir:
- La difusión y la dispersión de partículas, trazadores y contaminantes en flujos de fluidos
- El perfil de velocidad cerca del límite de un flujo (véase Ley de la pared)
- El transporte de sedimentos en un canal

La velocidad de cizalladura también ayuda a pensar en la tasa de cizalladura y dispersión en un flujo. La velocidad de cizalladura se escala bien a las tasas de dispersión y transporte de sedimentos de fondo. Una regla general es que la velocidad de cizalladura está entre el 5 % y el 10 % de la velocidad media del flujo.

## Ecuaciones generales
Para el caso base de un río, la velocidad de cizalladura puede calcularse mediante la ecuación de Manning.
{\displaystyle u^{*}=\langle u\rangle {\frac {n}{a}}(gR_{h}^{-1/3})^{0.5}}
- «n» es el coeficiente de Gauckler-Manning. Las unidades para los valores de «n» a menudo se omiten, sin embargo, no es adimensional, tiene unidades de: (T/[L1/3]; s/[ft1/3]; s/[m1/3]).
- «Rh» es el radio hidráulico (L; pies, m);
- el papel de «a» es un factor de corrección de dimensiones. Por lo tanto, a = 1 m1/3/s = 1,49 pies1/3/s.

En lugar de hallar {\displaystyle n} y {\displaystyle R_{h}} para el río específico de interés, se puede examinar el rango de valores posibles; para la mayoría de los ríos, {\displaystyle u^{*}} está entre el 5 % y el 10 % de {\displaystyle \langle u\rangle }:
En el caso general
{\displaystyle u_{\star }={\sqrt {\frac {\tau }{\rho }}}}
donde «τ» es el esfuerzo cortante en una capa arbitraria de fluido y «ρ» es la densidad del fluido.
Normalmente, para aplicaciones de transporte de sedimentos, la velocidad de cizallamiento se evalúa en el límite inferior de un canal abierto:
{\displaystyle u_{\star }={\sqrt {\frac {\tau _{b}}{\rho }}}}
donde «τb» es la tensión tangencial dada en el límite.
La velocidad de cizallamiento está vinculada al factor de fricción de Darcy al equiparar la tensión de cizallamiento de la pared, lo que da:
{\displaystyle u_{\star }={\langle u\rangle }{\sqrt {\frac {f_{\mathrm {D} }}{8}}}}
donde fD es el factor de fricción.
La velocidad de cizallamiento también puede definirse en términos de los campos de velocidad local y esfuerzo cortante (en contraposición a los valores de todo el canal, como se ha indicado anteriormente).

## Velocidad de fricción en turbulencia
La velocidad de fricción se utiliza a menudo como parámetro de escala para el componente fluctuante de la velocidad en flujos turbulentos.  Un método para obtener la velocidad de cizallamiento es mediante la adimensionalización de las ecuaciones turbulentas del movimiento. Por ejemplo, en un flujo de canal turbulento completamente desarrollado o en una capa límite turbulenta, la ecuación del momento en la dirección de la corriente en la región muy cercana a la pared se reduce a:
{\displaystyle 0={\nu }{\partial ^{2}{\overline {u}} \over \partial y^{2}}-{\frac {\partial }{\partial y}}({\overline {u'v'}})}.
Al integrarla en la dirección y una vez, y luego no dimensionalizarla con una escala de velocidad desconocida u∗ y una escala de longitud viscosa νu∗, la ecuación se reduce a:
{\displaystyle {\frac {\tau _{w}}{\rho }}=\nu {\frac {\partial u}{\partial y}}-{\overline {u'v'}}}
o
{\displaystyle {\frac {\tau _{w}}{\rho u_{\star }^{2}}}={\frac {\partial u^{+}}{\partial y^{+}}}+{\overline {\tau _{T}^{+}}}}.
Dado que el lado derecho está en variables adimensionales, deben ser de orden 1. Esto da como resultado que el lado izquierdo también sea de orden uno, lo que a su vez nos da una escala de velocidad para las fluctuaciones turbulentas (como se ve arriba):
{\displaystyle u_{\star }={\sqrt {\frac {\tau _{w}}{\rho }}}}.
Aquí, «τw» se refiere a la tensión de cizallamiento local en la pared.

## Capa límite planetaria
Dentro de la porción más baja de la capa límite planetaria se utiliza comúnmente un perfil logarítmico del viento semiempírico para describir la distribución vertical de las velocidades medias horizontales del viento.
La ecuación simplificada que lo describe es
donde {\displaystyle \kappa } es la Constante de von Kármán (~0,41) y {\displaystyle d} es el desplazamiento del plano cero (en metros).
El desplazamiento del plano cero ({\displaystyle d}) es la altura en metros sobre el suelo a la que se alcanza una velocidad de viento cero como resultado de obstáculos de flujo como árboles o edificios. Se puede aproximar a entre 2/3 y 3/4 de la altura media de los obstáculos. Por ejemplo, si se estiman vientos sobre un dosel forestal de 30 m de altura, el desplazamiento del plano cero. Por ejemplo, si se estiman vientos sobre un dosel forestal de 30 m de altura, el desplazamiento del plano cero podría estimarse como d = 20 m.
Por lo tanto, se puede extraer la velocidad de fricción conociendo la velocidad del viento en dos niveles (z).
Debido a la limitación de los instrumentos de observación y a la teoría de los valores medios, los niveles (z) deben elegirse cuando haya suficiente diferencia entre las lecturas de medición. Si se tienen más de dos lecturas, las mediciones pueden ajustarse a la ecuación anterior para determinar la velocidad de cizalladura.